# Daniel Heinsius

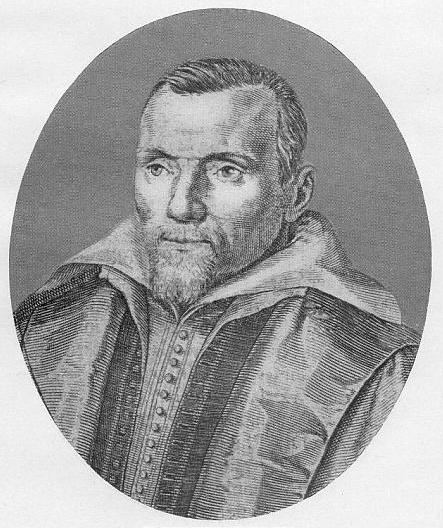
Daniel Heinsius

Daniel Heinsius (Gante, 9 de junio de 1580-La Haya, 25 de febrero de 1655) es un filólogo neerlandés y figura clave de la Edad de Oro neerlandesa. Fue padre de Nikolaas Heinsius el Viejo.
Fue discípulo de Scaligero y Dousa y en 1605 fue nombrado profesor de historia y política de la Universidad de Leiden y más tarde bibliotecario de esta ciudad. Se granjeó una gran fama de erudito por la que muchos países ansiaban atraerlo, pero prefirió quedarse en su patria, que le recompensó nombrándolo historiógrafo oficial. Como gran calvinista que era, fue secretario del Sínodo de Dordrecht. 
Daniel Heinsius comentó numerosas obras griegas y latinas. Escribió poemas, arengas y otras obras en neerlandés, latín y griego clásico. A él se le debe el prólogo de la segunda edición impresa por Abraham Elzevir (1592-1652) y Bonaventura Elzevir (1583-1652), individuos de la reputada familia de impresores flamencos Elzevir, del Nuevo Testamento griego establecido por Erasmo de Róterdam en 1516 y en el que se formuló el término Textus receptus para referirse al texto aceptado por la crítica como el mejor.

## Obra
- Iambi (1602),
- Elegiae (1603)
- Emblemata amatoria (1604)
- Poemata (1605);
- Hesiod (1603)
- Theokrit (1604)
- Lateinischen Reden (1609)
- Horaz (1610)
- Aristoteles, Seneca (1611)
- De politica sapientia (1614)